# Бару (комуна)
Бару (рум. Baru) — комуна у повіті Хунедоара в Румунії. До складу комуни входять такі села (дані про населення за 2002 рік):
- Бару (1282 особи) — адміністративний центр комуни
- Валя-Лупулуй (247 осіб)
- Лівадія (728 осіб)
- Петрос (787 осіб)

Комуна розташована на відстані 257 км на північний захід від Бухареста, 49 км на південний схід від Деви, 148 км на південь від Клуж-Напоки, 137 км на північ від Крайови.

## Населення
За даними перепису населення 2002 року у комуні проживали 3044 особи.
Національний склад населення комуни:
| Національність   | Кількість осіб | Відсоток |
| ---------------- | -------------- | -------- |
| румуни           | 3014           | 99,0%    |
| цигани           | 14             | 0,5%     |
| угорці           | 10             | 0,3%     |
| українці         | 2              | 0,1%     |
| німці            | 2              | 0,1%     |
| росіяни-липовани | 1              | < 0,1%   |
| серби            | 1              | < 0,1%   |

Рідною мовою назвали:
| Мова       | Кількість осіб | Відсоток |
| ---------- | -------------- | -------- |
| румунська  | 3022           | 99,3%    |
| угорська   | 12             | 0,4%     |
| циганська  | 8              | 0,3%     |
| українська | 1              | < 0,1%   |
| німецька   | 1              | < 0,1%   |

Склад населення комуни за віросповіданням:
| Релігія        | Кількість осіб | Відсоток |
| -------------- | -------------- | -------- |
| православні    | 2699           | 88,7%    |
| п'ятдесятники  | 171            | 5,6%     |
| баптисти       | 106            | 3,5%     |
| адвентисти     | 33             | 1,1%     |
| реформати      | 11             | 0,4%     |
| римо-католики  | 10             | 0,3%     |
| греко-католики | 9              | 0,3%     |
| мусульмани     | 1              | < 0,1%   |